# Stille Tage in Clichy (1970)
Stille Tage in Clichy ist ein dänischer Film aus dem Jahr 1970 von Jens Jørgen Thorsen, der eng der Handlung des gleichnamigen Romans von Henry Miller folgt. Er schildert episodenhaft den Müßiggang und die erotischen Erlebnisse zweier Schürzenjäger in Paris. Mehrfach sind Songs von Country Joe McDonald zu hören, die die Handlung kommentieren oder Einblick in die Gefühle der Figuren geben. Die Schwarzweißbilder sind mit wenig Aufwand gemacht, hinzu kommen Stilmittel wie Standfoto-Montagen und Sprechblasen. Neben den in Dänemark entstandenen Aufnahmen enthält der Film Außenaufnahmen aus dem zeitgenössischen Paris; im Widerspruch dazu passte Thorsen Handlungsdetails des in den 1930er Jahren spielenden Romans aber nicht an die Gegenwart an. Wiederholte Texteinblendungen künden von der Zeit, als „Mösen in der Luft“ lagen. Die meisten vorkommenden Frauen sind entweder ausdrücklich Prostituierte oder lassen sich für den Sex auf andere Weise entschädigen. Das Frauenbild, die Nackt- und Sexszenen und die teils derbe Sprache wurden vielfach kritisiert und waren in einigen Ländern Anlass zu Zensureingriffen.

## Handlung
Der amerikanische Schriftsteller Joey und sein befreundeter Kollege Carl teilen sich Ende der Sechzigerjahre eine Wohnung in Paris. Die brotlosen Lebenskünstler verwenden sich ganz für erotische Abenteuer mit dem weiblichen Geschlecht; kommen sie gelegentlich zu Geld, geben sie es gleich für Dirnen aus. Eine Surrealistin kommt zu ihnen in die Wohnung, bietet ihre käuflichen Dienste an und malt Texte an die Wände des Badezimmers.
Joey lernt an der Place de Clichy im Café Wepler die junge Nys kennen. Die beiden schlafen miteinander im Hotel. Von Nys um Geld gebeten, gibt ihr Joey alles, was er hat, bereut dies aber bald, weil er nun selbst keines mehr für Essen hat. Hungrig zieht er rastlos durch die Stadt, vergeblich nach einer Möglichkeit Ausschau haltend, etwas zu essen. Zuhause kann er nur mit Mühe einschlafen. Mitten in der Nacht wird er von Carl geweckt, der ihm das minderjährige, schwachsinnige Mädchen Colette vorstellt, das bei ihnen einzieht. Als deren Eltern sie eines Tages abholen, können Carl und Joey froh sein, dass die Eltern nicht die Polizei hinzuziehen, unter der Bedingung, dass Carl sie nicht mehr wiedersehen darf. Sicherheitshalber setzen sie sich für eine Weile nach Luxemburg ab, wo sie den Wirt eines „Café Judenfrei“ verprügeln. Danach sind sie aber froh, wieder in Paris zu sein. Sie kehren in eine Bar ein und gabeln dort einige Mädchen auf, die sie nach Hause mitnehmen. Joey nimmt ein Bad mit ihnen und legt sich anschließend müde schlafen. Mara und die beiden Christines beharren allerdings darauf, bezahlt zu werden, bevor sie gehen. Zuletzt vergnügen sich Joey und Carl mit zwei Däninnen.

## Entstehung, Aufführungen und Zensurmaßnahmen
Thorsen fragte Miller 1967 an, ob er den Roman verfilmen dürfe, und der Schriftsteller erklärte sich einverstanden. Er war bei Dreharbeiten anwesend. Angesichts des Ergebnisses bestätigte er Thorsen, den Geist seines Romans getroffen zu haben. Die Produktion kostete umgerechnet 800.000 Deutsche Mark. Für Dreh und Schnitt benötigte Thorsen insgesamt 35 Wochen. Neben den regulären Schauspielern wurden auch echte Prostituierte engagiert. Die meisten Innenaufnahmen entstanden im Mai und Juni 1969 in Dänemark. Kameramann Jesper Høm tätigte Außenaufnahmen in Clichy und zwischen der Place Clichy und dem Montmartre. Am 11. August 1969 heiratete Høm die mitwirkende Schauspielerin Elsebeth Reingaard. Die deutsche Synchronfassung entstand im Berliner Institut Lüdecke und wurde von Thorsen persönlich auf ihre Qualität hin überwacht.
An den Internationalen Filmfestspielen von Cannes 1970 war er außer Konkurrenz zu sehen. Später wurde der Film bei den Berliner Filmfestspielen in letzter Minute vom Wettbewerb mit der Begründung ausgeschlossen, dass seine vorherige Aufführung in Cannes ihn disqualifiziere. Der Film wurde in 87 Länder verkauft. Ohne Schnitte konnte er unter anderem in Schweden, Kanada und den Vereinigten Staaten gezeigt werden. In Dänemark lief er in den Kinos ungekürzt, sorgte jedoch für einen Skandal, als er in Auszügen im dänischen Fernsehen gezeigt wurde. Dass ausgerechnet in Frankreich, wo sein Buch erstmals erschienen ist, die Zensur den Film stark kürzte, veranlasste Miller zum Protest.
1970 wurde er bei den Nordischen Filmtagen in Lübeck ungekürzt öffentlich in der englischen Originalfassung vorgestellt. Die deutsche Synchronfassung, von der FSK geprüft, kam mit leichten Kürzungen erotischer Szenen am 27. Februar 1971 mit einer Zulassung ab 18 Jahren in die Kinos. Heute ist sie als FSK-16 eingestuft. Die erste Fernsehausstrahlung im deutschsprachigen Raum war am 11. April 1994 auf ORF2.
Im Roman besuchen die Männer in Luxemburg ein Café, das Juden keinen Zutritt erlaubt. Ein solches Café gab es in den 1930er Jahren tatsächlich. Die Übertragung dieses „Café Judenfrei“ in die Gegenwart des Films verlieh ihm einen diffamierenden Charakter und empörte viele Luxemburger. Entgegen der Kinokommission, die den Film aufgrund seines erotischen Inhalts zu verbieten empfahl, genehmigte der liberale Minister Emile Schaus seine Vorführung, wobei die Café-Szene und andere Teile der Luxemburg-Sequenz entfernt wurden. Ungeachtet dessen beschlagnahmte die Luxemburger Staatsanwaltschaft den Film am Tag der vorgesehenen Galavorführung, bei der Thorsen persönlich anwesend sein sollte. Es folgten Untersuchungen bis hin zum Obersten Gericht, die schließlich mit der Freigabe endeten.

## Kritiken

### Zeitgenössische deutsche Kritiken
Der Spiegel war der Ansicht, Thorsen, der eine „Liebesfeier ganz unanstößig mit schönen Nackten“ inszeniert habe, mische unterschiedlichste Stilmittel zu einem „einheitlichen“ Film. Für Die Zeit waren Kamera und Montage „ein Mittel ironischer, humorvoller Distanz“, und sie lobte die Musik. Der „gelungene“ Film sei kein „steriles dämliches Verzückungs-Getue nach Kolles Art, sondern voll Charme, natürlicher Freude und einer fast kreatürlichen Schönheit.“ Die Zeit war auch von den „sympathischen“ Schauspielern überzeugt. Die Frankfurter Allgemeine Zeitung hielt Paul Valjean für eine gute Wahl und „bei aller Sinnlichkeit von intellektueller Schwermut“ für glaubwürdig. „Die Musik und der leichte Rhythmus der Montage, das mühelose Übergleiten von Realität in surrealistisch-millersche Traumsequenzen, geben dem Film genau das individuelle Flair von Optimismus, zu einer Zeit, da ‚die Welt eifrig an ihrem Grab schaufelte‘.“ Die Verlegung der Handlung in die Gegenwart komme aber „unbekümmert“ vor.
Für die Filmkritik war es „ein witzelnder Film, der gedankenlos das Paris der Gegenwart mit dem von 1930 gleichsetzt. Was ihm völlig mangelt: erotische Phantasie.“ Auch der film-dienst fand, dass die Verlegung in die Gegenwart der atmosphärischen Glaubwürdigkeit schade. Er stellte fest, der Film halte sich zwar an die Handlung des Romans, der die Grenzen zur Pornografie überschritten, aber ein philosophisches Fundament gehabt habe. Diese Verfilmung aber sei dumm und unästhetisch, biete „visuelle Abstumpfung und ausgemachte Langeweile“. Thorsen habe „sich an nichts als den sexuellen Kontext gehalten“, die Hauptfigur scheine ihren „bebrillten Intellektuellenkopf nicht zu benützen“. Es mangle an richtigen Schauspielerinnen, nur für die Musik fand der film-dienst lobende Worte.

### Übrige zeitgenössische Kritiken
Laut der französischen Positif hob sich das Werk gekonnt von der Schwemme billiger dänischer Sexfilme ab. Thorsen verfilme den Roman wörtlich und im Geiste, und bewahre dessen Kraft und freudige Unzucht. Keinen Augenblick falle der Rhythmus ab. Hervorragend seien die Darsteller, mit einem Henry Miller ähnelnden Joey und mit schönen Mädchen. Anders fielen die Urteile der britischen Filmzeitschriften aus. Für Sight and Sound war der vorlagentreue Film „widerlich und öd pornografisch“. Das Monthly Film Bulletin fand die Verfilmung zwar visuell erfinderisch und musikalisch attraktiv. Insgesamt falle sie aber „merklich albern“ aus, denn der Film schaffe es nicht, die Repetitivität der Romanhandlung zu etwas Höherem zu entwickeln. Die Männer kämen kaum über ihre Dauergeilheit hinaus, und die Frauen blieben Spielzeug.

### Kritiken neueren Datums
Oliver Nöding von f-lm.de bewertete 2007 die DVD vom e–m–s. Die „pornografischen Ausbrüche und die derbe Sprache“ erhielten hier „einen spielerischen und beinahe unschuldigen Anstrich“. Thorsen feiere „die Freude am Hier und Jetzt“ und habe Millers Philosophie „perfekt verinnerlicht. […] Poesie und Atmosphäre […] kommen ausgezeichnet zur Geltung.“

## Musik
Der Film enthält zahlreiche Stücke von Country Joe McDonald, der sie komponierte und einspielte (Gitarre und Gesang). Den Auftrag dazu erhielt er kurze Zeit, nachdem er auf dem Woodstock-Festival bekannt geworden war. Er war zu dieser Zeit viel in Europa, insbesondere in Frankreich und in Skandinavien. Mit den Stücken Quiet Days in Clichy Teil 1 und 2 kommentierte er singend Teile der Handlung. Dabei zitierte er auch Textpassagen vom Text Henry Millers und brachte diese in Reimform. Nys Love und Hungry Miller and the Hungry World unterlegen als Instrumentalstücke das Filmgeschehen.
Nach der Erstveröffentlichung des Films geriet Country Joe wegen des Stücks Quiet Days in Clichy 2 in die Kritik. Die Textzeile „All of her brains is between her legs“ (Ihr ganzer Grips steckt zwischen Ihren Beinen) wurde als frauenfeindlich kritisiert. Wenn er es auf dem Campus spielte, wurde er ausgebuht. Diese Passage entsprang nicht seinem Geist, sondern war ein direktes Zitat aus dem Buch von Miller und aus dem Dialog zwischen Carl und Joey in dem Film. Es passte nicht zu seiner Musik, in der er sich zur gleichen Zeit verstärkt für die Rechte der Frauen einsetzte (wie z. B. in Coulene Ann und Sexist Pig aus dem Album Paris Sessions), und der Musiker entschuldigte sich hierfür.
Musik kam außerdem von populären Musikern der dänischen Musikszene wie etwa der dänischen Rockband Young Flowers mit ihrem Gastgitarristen und Komponisten Lasse Lunderskov. Im Film ist der amerikanische Jazzmusiker Ben Webster zu sehen, der sich damals in Dänemark aufhielt und in dem Film einen seiner letzten Auftritte hatte. Andy Sandstrøm steuerte drei Musette-Walzer bei, mit denen die Bilder von Paris untermalt werden. Die Luxemburg-Eskapade ist mit Dixieland der dänischen Papa Bue’s Viking Jazzband unterlegt.

## Längen verschiedener Fassungen
Die Länge der Originalfilmfassung beträgt 96 Minuten.
Die im Jahr 2006 erschienene DVD von e-m-s hat eine Länge von 91 Minuten, weil auch die Schlussmusik sowie andere kurze Passagen entfernt wurden.
Auch die BBFC in Großbritannien verweigerte 1970 wegen der vulgären Sprache die Zulassung für die Kinos. Erst im Jahr 2002 wurde der unzensierte Film als DVD herausgebracht, allerdings fehlte in der angeblich ungekürzten Version eine vollständige Szene.
Auch die ungekürzte englische Originalversion von Arrow Films (DVD von 2002), die auch von e-m-s und dem holländischen Herausgeber Kandyfilmz übernommen wurde, ist nur 91 Minuten lang. Grund hierfür ist das Fehlen einer kompletten Szene.